# آخكيخلي
آخكيخلي (بالإنجليزية: Akhkikhli)‏ هي مستوطنة تقع في أرمينيا في محافظة تاووش.